# Wydział Nauk Ścisłych i Nauk o Zdrowiu Katolickiego Uniwersytetu Lubelskiego Jana Pawła II
Wydział Nauk Ścisłych i Nauk o Zdrowiu Katolickiego Uniwersytetu Lubelskiego Jana Pawła II – jeden z wydziałów Katolickiego Uniwersytetu Lubelskiego Jana Pawła II. Powstał 2 grudnia 2019 roku z połączenia dotychczasowego Wydziału Matematyki, Informatyki i Architektury Krajobrazu oraz Wydziału Biotechnologii i Nauk o Środowisku. Z dniem 1 października 2022 zarządzeniem Rektora KUL został przekształcony w Wydział Nauk Przyrodniczych i Technicznych Katolickiego Uniwersytetu Lubelskiego Jana Pawła II oraz Wydział Medyczny Katolickiego Uniwersytetu Lubelskiego Jana Pawła II.

## Kierunki kształcenia
Dostępne kierunki:
- Architektura krajobrazu (studia I i II stopnia)
- Biotechnologia (studia I i II stopnia)
- Biotechnologia – studia w języku angielskim (studia I stopnia)
- Bioanalytical technologies - studia w języku angielskim (studia II stopnia)
- Informatyka (studia I i II stopnia)
- Informatyka – studia w języku angielskim (studia I stopnia)
- Matematyka (studia I i II stopnia)
- Matematyka – studia w języku angielskim (studia I stopnia)
- Pielęgniarstwo (studia I i II stopnia)
- Położnictwo (studia I stopnia)
- Dietetyka - studia I stopnia w Filii KUL w Stalowej Woli
- Inżynieria Materiałowa - studia I stopnia w Filii KUL w Stalowej Woli
- Inżynieria Środowiskowa - studia I i II stopnia w Filii KUL w Stalowej Woli

## Struktura

### Instytut Matematyki, Informatyki i Architektury Krajobrazu
Dyrektor: p.o. dr Marcin Płonkowski
- Katedra Kształtowania i Projektowania Krajobrazu
- Katedra Ochrony Środowiska Przyrodniczego i Krajobrazu
- Katedra Społecznych i Humanistycznych Podstaw Architektury Krajobrazu
- Katedra Analizy Matematycznej
- Katedra Informatyki Stosowanej
- Katedra Modelowania Matematycznego
- Katedra Sztucznej Inteligencji
- Katedra Teorii Prawdopodobieństwa i Statystyki[4]

### Instytut Nauk Biologicznych
Dyrektor: dr hab. Maciej Masłyk
- Katedra Biologii i Biotechnologii Mikroorganizmów
- Katedra Biologii Molekularnej
- Katedra Fizjologii i Biotechnologii Roślin
- Katedra Fizjologii Zwierząt i Toksykologii
- Katedra Chemii
- Katedra Biomedycyny i Badań Środowiskowych
- Centrum Badań Eksperymentalnych[6]

### Instytut Nauk o Zdrowiu
Dyrektor: p.o. dr Kinga Kulczycka
Zastępca Dyrektora: dr Katarzyna Czarnek

### Instytut Nauk Inżynieryjno-Technicznych
Dyrektor: dr hab. Zoia Duriagina

## Władze wydziału
W kadencji 2020/2024:
| Stanowisko | Imię i nazwisko                       |
| ---------- | ------------------------------------- |
| Dziekan    | ks. dr hab. Jacek Łapiński, prof. KUL |
| Prodziekan | dr hab. Agnieszka Wolińska, prof. KUL |